# استیو آرنولد
استیو آرنولد (انگلیسی: Steve Arnold؛ زادهٔ ۵ ژانویهٔ ۱۹۵۱) بازیکن فوتبال اهل بریتانیا است.
از باشگاه‌هایی که در آن بازی کرده‌است می‌توان به باشگاه فوتبال ویموث، باشگاه فوتبال لیورپول، باشگاه فوتبال کرو آلکساندرا، باشگاه فوتبال تورکی یونایتد، و باشگاه فوتبال روچدیل، باشگاه فوتبال ساوتپورت، باشگاه فوتبال ویموث، باشگاه فوتبال لیورپول، باشگاه فوتبال کرو آلکساندرا، باشگاه فوتبال ساوتپورت، باشگاه فوتبال تورکی یونایتد، و باشگاه فوتبال روچدیل اشاره کرد.